# 比济尼亚尔格
比济尼亚尔格（法語：Buzignargues，法語發音：[byziɲaʁɡ]）是法国埃罗省的一个市镇，位于该省东部，属于蒙彼利埃区。

## 地理
比济尼亚尔格（43°46'13"N, 4°0'18"E）面积4.61 平方千米，位于法国奧克西塔尼大區埃罗省，该省份为法国南部沿海省份，南濒地中海，西南接奥德省，西北接塔恩省和阿韦龙省，东北与加尔省接壤。
与比济尼亚尔格接壤的市镇（或旧市镇、城区）包括：蒙托、加拉尔格、圣博济勒德蒙梅勒、圣伊莱尔德博瓦尔。

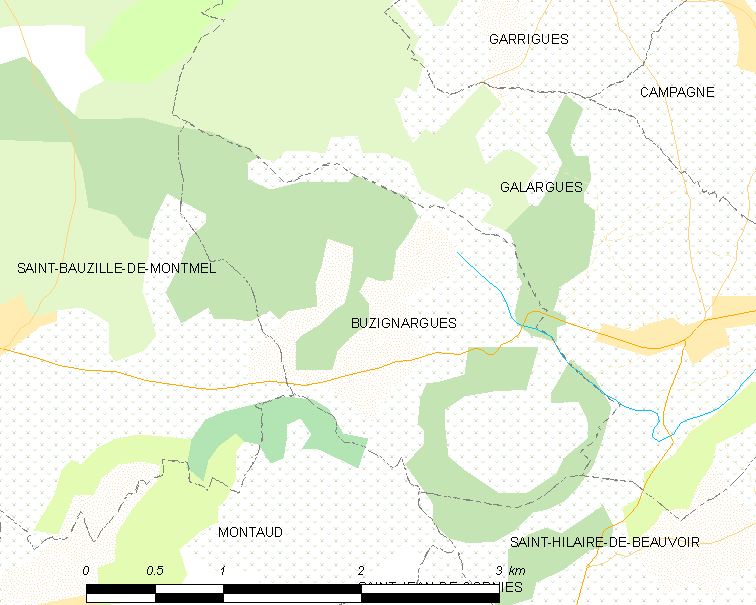
比济尼亚尔格的OSM定位图

比济尼亚尔格的时区为UTC+01:00、UTC+02:00（夏令时）。

## 行政
比济尼亚尔格的邮政编码为34160，INSEE市镇编码为34043。

## 政治
比济尼亚尔格所属的省级选区为圣热利迪费斯克县。

## 人口

1962-2008年间比济尼亚尔格人口变化图示

比济尼亚尔格于2022年1月1日时的人口数量为373人。